# Список наград и номинаций мини-сериала «Чернобыль»
«Черно́быль» (англ. Chernobyl) — телевизионный мини-сериал в жанре исторической драмы, посвящённый аварии на Чернобыльской АЭС в 1986 году, ликвидации последствий этой аварии и расследованию её причин. Создателем и сценаристом «Чернобыля» выступил Крейг Мейзин, а режиссёром — Йохан Ренк. Главные роли исполнили Джаред Харрис, Стеллан Скарсгард и Эмили Уотсон. Якоб Ире был оператором-постановщиком мини-сериала, а Хильдур Гуднадоуттир — композитором.
Первая серия была показана 6 мая 2019 года на американском телеканале HBO, после премьеры «Чернобыль» получил всеобщее признание критиков и зрителей. На сайте Rotten Tomatoes «Чернобыль» имеет рейтинг одобрения критиков 96 %, основанный на 95 полученных рецензиях; на IMDb он занимает пятое место в списке лучших сериалов.
Мини-сериал был представлен в 143 категориях и получил 87 наград, большая часть которых была присуждена за режиссуру, саундтрек и визуальные эффекты. На 71-й церемонии вручения «Эмми» «Чернобыль» участвовал в шести номинациях и выиграл главные премии в категориях «Лучший мини-сериал», «Лучшая режиссура» и «Лучший сценарий». За роль Валерия Легасова Джаред Харрис получил премию Британской академии телевидения, а Хильдур — премию «Грэмми» за лучший саундтрек для визуальных медиа. На 77-й церемонии вручения «Золотого глобуса» «Чернобыль» победил в категории «Лучший мини-сериал», в то время, как Стеллан Скарсгард — исполнитель роли Бориса Щербины — был удостоен награды за лучшую мужскую роль второго плана. За сценарий к «Чернобылю» Крейг Мейзин получил премии Гильдии сценаристов США и Королевского телевизионного общества.
Съёмочная группа была также отмечена наградами Американской ассоциации монтажёров, Гильдии режиссёров Америки, Общества специалистов по визуальным эффектам и Гильдии художников-постановщиков США. На 71-й церемонии вручения прайм-таймовых творческих премий «Эмми», присуждаемых за технические достижения, мини-сериал выиграл в категориях «Лучшая операторская работа», «Лучшая музыка», «Лучшая работа художника-постановщика», «Лучший монтаж», «Лучший монтаж звука», «Лучшее сведение звука» и «Лучшие визуальные эффекты». Американский институт киноискусства назвал «Чернобыль» одним из десяти лучших сериалов 2019 года.

## Награды и номинации
| Награда                                                       | Дата вручения       | Категория | Номинанты и получатели | Результат | П.                          |
| ------------------------------------------------------------- | ------------------- | --- | --- | --------- | --------------------------- |
| Золотой трейлер                                               | 29 мая 2019 г.      | Лучший трейлер к сериалу в жанре ужасов или триллера                                                          | Лучший трейлер к сериалу в жанре ужасов или триллера | Победа    | [ 11 ]                      |
| Премия Ассоциации телевизионных критиков                      | 3 августа 2019 г.   | Программа года                                                                                                | Программа года | Номинация | [ 12 ]                      |
| Премия Ассоциации телевизионных критиков                      | 3 августа 2019 г.   | Лучший фильм, мини-сериал или телешоу                                                                         | Лучший фильм, мини-сериал или телешоу | Победа    | [ 12 ]                      |
| Премия Онлайн-ассоциации кино и телевидения                   | 15 сентября 2019 г. | Лучший мини-сериал                                                                                            | Лучший мини-сериал | Победа    | [ 13 ]                      |
| Премия Онлайн-ассоциации кино и телевидения                   | 15 сентября 2019 г. | Лучшая мужская роль в фильме или мини-сериале                                                                 | Джаред Харрис | Победа    | [ 13 ]                      |
| Премия Онлайн-ассоциации кино и телевидения                   | 15 сентября 2019 г. | Лучшая мужская роль второго плана в фильме или мини-сериале                                                   | Стеллан Скарсгард | Победа    | [ 13 ]                      |
| Премия Онлайн-ассоциации кино и телевидения                   | 15 сентября 2019 г. | Лучшая женская роль второго плана в фильме или мини-сериале                                                   | Эмили Уотсон | Победа    | [ 13 ]                      |
| Премия Онлайн-ассоциации кино и телевидения                   | 15 сентября 2019 г. | Лучший актёрский состав в фильме или мини-сериале                                                             | Лучший актёрский состав в фильме или мини-сериале | Номинация | [ 13 ]                      |
| Премия Онлайн-ассоциации кино и телевидения                   | 15 сентября 2019 г. | Лучшая режиссура фильма или мини-сериала                                                                      | Лучшая режиссура фильма или мини-сериала | Победа    | [ 13 ]                      |
| Премия Онлайн-ассоциации кино и телевидения                   | 15 сентября 2019 г. | Лучший сценарий фильма или мини-сериале                                                                       | Лучший сценарий фильма или мини-сериале | Победа    | [ 13 ]                      |
| Премия Онлайн-ассоциации кино и телевидения                   | 15 сентября 2019 г. | Лучшая музыка к фильму или мини-сериалу                                                                       | Лучшая музыка к фильму или мини-сериалу | Победа    | [ 13 ]                      |
| Премия Онлайн-ассоциации кино и телевидения                   | 15 сентября 2019 г. | Лучший монтаж фильма или мини-сериала                                                                         | Лучший монтаж фильма или мини-сериала | Победа    | [ 13 ]                      |
| Премия Онлайн-ассоциации кино и телевидения                   | 15 сентября 2019 г. | Лучшая операторская работа в фильме или мини-сериале                                                          | Лучшая операторская работа в фильме или мини-сериале | Победа    | [ 13 ]                      |
| Премия Онлайн-ассоциации кино и телевидения                   | 15 сентября 2019 г. | Лучшая работа художника-постановщика в фильме или мини-сериале                                                | Лучшая работа художника-постановщика в фильме или мини-сериале | Победа    | [ 13 ]                      |
| Премия Онлайн-ассоциации кино и телевидения                   | 15 сентября 2019 г. | Лучший дизайн костюмов в фильме или мини-сериале                                                              | Лучший дизайн костюмов в фильме или мини-сериале | Номинация | [ 13 ]                      |
| Премия Онлайн-ассоциации кино и телевидения                   | 15 сентября 2019 г. | Лучший грим и дизайн причёсок в фильме или мини-сериале                                                       | Лучший грим и дизайн причёсок в фильме или мини-сериале | Победа    | [ 13 ]                      |
| Премия Онлайн-ассоциации кино и телевидения                   | 15 сентября 2019 г. | Лучший звук в фильме или мини-сериале                                                                         | Лучший звук в фильме или мини-сериале | Победа    | [ 13 ]                      |
| Премия Онлайн-ассоциации кино и телевидения                   | 15 сентября 2019 г. | Лучшие визуальные эффекты в фильме или мини-сериале                                                           | Лучшие визуальные эффекты в фильме или мини-сериале | Победа    | [ 13 ]                      |
| Прайм-таймовая творческая премия «Эмми»                       | 15 сентября 2019 г. | Лучший кастинг для мини-сериала, фильма или телешоу                                                           | Нина Голд и Роберт Стерн | Номинация | [ 2 ]                       |
| Прайм-таймовая творческая премия «Эмми»                       | 15 сентября 2019 г. | Лучшая операторская работа в мини-сериале или фильме                                                          | Якоб Ире (за серию «Пожалуйста, сохраняйте спокойствие») | Победа    | [ 2 ]                       |
| Прайм-таймовая творческая премия «Эмми»                       | 15 сентября 2019 г. | Лучшие исторические костюмы                                                                                   | За серию «Пожалуйста, сохраняйте спокойствие» - • Одиль Дикс-Мирье и Холли Маклин (художники по костюмам), - • Дайва Петрулите (ассистент художника по костюмам), - • Анна Монро и Сильви Орг (костюмеры) | Номинация | [ 2 ]                       |
| Прайм-таймовая творческая премия «Эмми»                       | 15 сентября 2019 г. | Лучший дизайн причёсок в мини-сериале или фильме                                                              | Номинанты - • Хулио Пароди (старший парикмахер), - • Йована Йованович (парикмахер) | Номинация | [ 2 ]                       |
| Прайм-таймовая творческая премия «Эмми»                       | 15 сентября 2019 г. | Лучший грим в мини-сериале или фильме                                                                         | Номинанты - • Дэниел Паркер (начальник гримёрного цеха), - • Наташа Николич-Данлоп (старший художник по гриму) | Номинация | [ 2 ]                       |
| Прайм-таймовая творческая премия «Эмми»                       | 15 сентября 2019 г. | Лучший пластический грим в сериале, мини-сериале, фильме или телешоу                                          | Номинанты - • Барри Гауэр и Пол Спатери (начальники цеха по специальному гриму), - • Дэниел Паркер (художник по пластическому гриму), - • Виктория Банкрофт-Перри и Робин Притчард (старшие художники по гриму), - • Патт Фуад и Люси Питтард (художники по специальному гриму) | Номинация | [ 2 ]                       |
| Прайм-таймовая творческая премия «Эмми»                       | 15 сентября 2019 г. | Лучшая музыка к мини-сериалу, фильму или телешоу                                                              | Хильдур Гуднадоуттир (за серию «Пожалуйста, сохраняйте спокойствие») | Победа    | [ 2 ]                       |
| Прайм-таймовая творческая премия «Эмми»                       | 15 сентября 2019 г. | Лучшая работа художника-постановщика в исторической или фэнтезийной программе (1 час и более)                 | Получатели - • Люк Халл (художник-постановщик), - • Карен Уэйкфилд (арт-директор), - • Клэр Левинсон (сет-дизайнер) | Победа    | [ 2 ]                       |
| Прайм-таймовая творческая премия «Эмми»                       | 15 сентября 2019 г. | Лучший монтаж мини-сериала или фильма, снятого одной камерой                                                  | Джинкс Годфри (за серию «Откройся широко, о Земля!») | Номинация | [ 2 ]                       |
| Прайм-таймовая творческая премия «Эмми»                       | 15 сентября 2019 г. | Лучший монтаж мини-сериала или фильма, снятого одной камерой                                                  | Саймон Смит (за серию «Пожалуйста, сохраняйте спокойствие») | Победа    | [ 2 ]                       |
| Прайм-таймовая творческая премия «Эмми»                       | 15 сентября 2019 г. | Лучший монтаж звука в мини-сериале, фильме или телешоу                                                        | За серию «1:23:45» - • Стефан Хенрикс (звукорежиссёр), - • Джо Бил (саунд-дизайнер), - • Майкл Маруссас (редактор диалогов), - • Гарри Барнс (главный редактор речевого озвучивания), - • Эндрю Уэйд (музыкальный редактор), - • Филип Клементс (шумовик), - • Анна Райт (редактор синхронного озвучивания) | Победа    | [ 2 ]                       |
| Прайм-таймовая творческая премия «Эмми»                       | 15 сентября 2019 г. | Лучшее сведение звука в мини-сериале или фильме                                                               | За серию «1:23:45» - • Стюарт Хилликер (звукорежиссёр перезаписи), - • Винсент Пипоннье (звукооператор) | Победа    | [ 2 ]                       |
| Прайм-таймовая творческая премия «Эмми»                       | 15 сентября 2019 г. | Лучшие визуальные эффекты                                                                                     | За серию «1:23:45» - • Линдси Макфарлейн (главный продюсер визуальных эффектов), - • Макс Деннисон (главный специалист по визуальным эффектам), - • Клавдий Кристиан Раух (специалист по спецэффектам), - • Клэр Читэм (продюсер визуальных эффектов), - • Лора Бетенкорт Монтес (линейный продюсер визуальных эффектов), - • Стивен Годфри (специалист по компьютерной графики), - • Люк Летки (2D-супервайзер), - • Кристиан Уэйт (специалист по визуальным эффектам), - • Уильям Фаулсер (3D-художник) | Победа    | [ 2 ]                       |
| Золотое дерби                                                 | 18 сентября 2019 г. | Лучший мини-сериал                                                                                            | Лучший мини-сериал | Победа    | [ 14 ]                      |
| Золотое дерби                                                 | 18 сентября 2019 г. | Лучшая мужская роль в фильме или мини-сериале                                                                 | Джаред Харрис | Номинация | [ 14 ]                      |
| Золотое дерби                                                 | 18 сентября 2019 г. | Лучшая мужская роль второго плана в фильме или мини-сериале                                                   | Стеллан Скарсгард | Номинация | [ 14 ]                      |
| Золотое дерби                                                 | 18 сентября 2019 г. | Лучшая женская роль второго плана в фильме или мини-сериале                                                   | Эмили Уотсон | Номинация | [ 14 ]                      |
| Золотое дерби                                                 | 18 сентября 2019 г. | Актёрский состав года                                                                                         | Актёрский состав года | Номинация | [ 14 ]                      |
| Золотое дерби                                                 | 4 ноября 2019 г.    | Мини-сериал десятилетия                                                                                       | Мини-сериал десятилетия | Номинация | [ 14 ]                      |
| Золотое дерби                                                 | 4 ноября 2019 г.    | Мужская роль в фильме или мини-сериале десятилетия                                                            | Джаред Харрис | Номинация | [ 14 ]                      |
| Золотое дерби                                                 | 4 ноября 2019 г.    | Женская роль второго плана в фильме или мини-сериале десятилетия                                              | Эмили Уотсон | Номинация | [ 14 ]                      |
| Премия Гильдии специалистов по местам съёмок фильмов          | 21 сентября 2019 г. | Лучшие локации для исторического сериала                                                                      | Йонас Шпокас | Победа    | [ 15 ]                      |
| Прайм-таймовая премия «Эмми»                                  | 22 сентября 2019 г. | Лучший мини-сериал                                                                                            | Лучший мини-сериал | Победа    | [ 5 ]                       |
| Прайм-таймовая премия «Эмми»                                  | 22 сентября 2019 г. | Лучшая мужская роль в мини-сериале или фильме                                                                 | Джаред Харрис | Номинация | [ 5 ]                       |
| Прайм-таймовая премия «Эмми»                                  | 22 сентября 2019 г. | Лучшая мужская роль второго плана в мини-сериале или фильме                                                   | Стеллан Скарсгард | Номинация | [ 5 ]                       |
| Прайм-таймовая премия «Эмми»                                  | 22 сентября 2019 г. | Лучшая женская роль второго плана в мини-сериале или фильме                                                   | Эмили Уотсон | Номинация | [ 5 ]                       |
| Прайм-таймовая премия «Эмми»                                  | 22 сентября 2019 г. | Лучшая режиссура мини-сериала, фильма или драматического телешоу                                              | Йохан Ренк | Победа    | [ 5 ]                       |
| Прайм-таймовая премия «Эмми»                                  | 22 сентября 2019 г. | Лучший сценарий мини-сериала, фильма или драматического телешоу                                               | Крейг Мейзин | Победа    | [ 5 ]                       |
| Телевизионная премия Венецианского кинофестиваля              | 1 октября 2019 г.   | Лучший сериал                                                                                                 | Лучший сериал | Победа    | [ 16 ]                      |
| Премия итальянского фестиваля актёров дубляжа «Голоса в тени» | 12 октября 2019 г.  | Лучший дубляж                                                                                                 | «Чернобыль»/Фабрицио Темперини | Номинация | [ 17 ]                      |
| Broadcast Tech Innovation Awards                              | 17 октября 2019 г.  | Превосходная цветокоррекция в телевизионном проекте, основанном на сценарии                                   | Превосходная цветокоррекция в телевизионном проекте, основанном на сценарии | Победа    | [ 18 ]                      |
| Broadcast Tech Innovation Awards                              | 17 октября 2019 г.  | Лучшие визуальные эффекты в телевизионном проекте                                                             | Лучшие визуальные эффекты в телевизионном проекте | Победа    | [ 18 ]                      |
| World Soundtrack Awards                                       | 17 октября 2019 г.  | Телевизионный композитор года                                                                                 | Хильдур Гуднадоуттир | Победа    | [ 19 ]                      |
| Премия шотландского отделения BAFTA                           | 3 ноября 2019 г.    | Лучшая мужская роль на телевидении                                                                            | Алекс Фернс | Победа    | [ 20 ]                      |
| Sentinel Awards                                               | 6 ноября 2019 г.    | ? | ? | Победа    | [ 21 ]                      |
| Hollywood Music in Media Awards                               | 20 ноября 2019 г.   | Лучший оригинальный саундтрек — телешоу/мини-сериал                                                           | Хильдур Гуднадоуттир | Номинация | [ 22 ]                      |
| Премия Ассоциации профессионалов Голливуда                    | 21 ноября 2019 г.   | Лучший монтаж телефильма или сериала с большой продолжительностью серий (30 минут и более)                    | Джинкс Годфри и Саймон Смит (За серию «Вечная память») | Номинация | [ 23 ]                      |
| Премия Ассоциации профессионалов Голливуда                    | 21 ноября 2019 г.   | Лучший звук в телефильме или сериале                                                                          | За серию «1:23:45» - • Стефан Хенрикс (звукорежиссёр), - • Стюарт Хилликер (звукорежиссёр перезаписи), - • Джо Бил (саунд-дизайнер), - • Майкл Маруссас (редактор диалогов), - • Гарри Барнс (главный редактор речевого озвучивания) | Номинация | [ 23 ]                      |
| Премия Ассоциации профессионалов Голливуда                    | 21 ноября 2019 г.   | Лучшие визуальные эффекты телефильме или коротком сериале (до 13 серий)                                       | За серию «1:23:45» - • Линдси Макфарлейн (главный продюсер визуальных эффектов), - • Макс Деннисон (главный специалист по визуальным эффектам), - • Клэр Читэм (продюсер визуальных эффектов), - • Стивен Годфри (специалист по компьютерной графики), - • Люк Летки (2D-супервайзер) | Номинация | [ 23 ]                      |
| RTS Craft & Design Awards                                     | 25 ноября 2019 г.   | Лучший режиссёр — драма                                                                                       | Йохан Ренк | Номинация | [ 24 ]                      |
| RTS Craft & Design Awards                                     | 25 ноября 2019 г.   | Лучший дизайн костюмов — драма                                                                                | Одиль Дикс-Мирье | Победа    | [ 24 ]                      |
| RTS Craft & Design Awards                                     | 25 ноября 2019 г.   | Лучший грим — драма                                                                                           | Дэниел Паркер | Победа    | [ 24 ]                      |
| RTS Craft & Design Awards                                     | 25 ноября 2019 г.   | Лучшая музыка — оригинальный саундтрек                                                                        | Хильдур Гуднадоуттир | Победа    | [ 24 ]                      |
| RTS Craft & Design Awards                                     | 25 ноября 2019 г.   | Лучшая операторская работа — драма или комедия                                                                | Якоб Ире | Победа    | [ 24 ]                      |
| RTS Craft & Design Awards                                     | 25 ноября 2019 г.   | Лучшая работа художника-постановщика — драма                                                                  | Люк Халл | Победа    | [ 24 ]                      |
| RTS Craft & Design Awards                                     | 25 ноября 2019 г.   | Лучший звук — драма                                                                                           | Получатели - • Стефан Хенрикс (звукорежиссёр), - • Джо Бил (саунд-дизайнер), - • Гарри Барнс (главный редактор речевого озвучивания), - • Майкл Маруссас (редактор диалогов) | Победа    | [ 24 ]                      |
| Премия Клио                                                   | 21 ноября 2019 г.   | Лучший трейлер для телевидения или потокового медиа                                                           | Лучший трейлер для телевидения или потокового медиа | Победа    | [ 25 ]                      |
| Премия Клио                                                   | 21 ноября 2019 г.   | Лучшая рекламная кампания для телевидения или потокового медиа                                                | Лучшая рекламная кампания для телевидения или потокового медиа | Победа    | [ 25 ]                      |
| Готэм                                                         | 2 декабря 2019 г.   | Прорывной сериал с большой продолжительностью серий (40 минут и более)                                        | Прорывной сериал с большой продолжительностью серий (40 минут и более) | Номинация | [ 26 ]                      |
| Премия Американского института киноискусства                  | 4 декабря 2019 г.   | 10 лучших сериалов                                                                                            | 10 лучших сериалов | Победа    | [ 10 ]                      |
| Выбор пользователей IGN                                       | 31 декабря 2019 г.  | Лучший сериал                                                                                                 | Лучший сериал | Победа    | [ 27 ] [ 28 ] [ 29 ] [ 30 ] |
| Выбор пользователей IGN                                       | 31 декабря 2019 г.  | Лучший драматический сериал                                                                                   | Лучший драматический сериал | Победа    | [ 27 ] [ 28 ] [ 29 ] [ 30 ] |
| Выбор пользователей IGN                                       | 31 декабря 2019 г.  | Лучшая роль в драматическом сериале                                                                           | Джаред Харрис | Победа    | [ 27 ] [ 28 ] [ 29 ] [ 30 ] |
| Выбор пользователей IGN                                       | 31 декабря 2019 г.  | Лучшая серия                                                                                                  | «Счастье всего человечества» | Победа    | [ 27 ] [ 28 ] [ 29 ] [ 30 ] |
| Золотой глобус                                                | 5 января 2020 г.    | Лучший мини-сериал или фильм                                                                                  | Лучший мини-сериал или фильм | Победа    | [ 7 ]                       |
| Золотой глобус                                                | 5 января 2020 г.    | Лучшая мужская роль — мини-сериал или фильм                                                                   | Джаред Харрис | Номинация | [ 7 ]                       |
| Золотой глобус                                                | 5 января 2020 г.    | Лучшая мужская роль второго плана — мини-сериал, сериал или фильм                                             | Стеллан Скарсгард | Победа    | [ 7 ]                       |
| Золотой глобус                                                | 5 января 2020 г.    | Лучшая женская роль второго плана — мини-сериал, сериал или фильм                                             | Эмили Уотсон | Номинация | [ 7 ]                       |
| Премия Общества композиторов и поэтов-песенников              | 7 января 2020 г.    | Лучший оригинальный саундтрек для телевидения или потокового мультимедиа                                      | Хильдур Гуднадоуттир | Победа    | [ 31 ]                      |
| Премия Дориана                                                | 8 января 2020 г.    | Драматическая программа года                                                                                  | Драматическая программа года | Номинация | [ 32 ]                      |
| Золотой помидор                                               | 9 января 2020 г.    | Лучший мини-сериал или сериал-антология                                                                       | Лучший мини-сериал или сериал-антология | Победа    | [ 33 ]                      |
| Премия Гильдии гримёров и парикмахеров                        | 11 января 2020 г.   | Лучший грим в историческом сериале                                                                            | Номинанты - • Дэниел Паркер (начальник гримёрного цеха), - • Наташа Николич-Данлоп (старший художник по гриму) | Номинация | [ 34 ]                      |
| Премия Гильдии гримёров и парикмахеров                        | 11 января 2020 г.   | Лучший специальный грим в сериале                                                                             | Получатели - • Барри Гауэр и Пол Спатери (начальники цеха по специальному гриму), - • Дэниел Паркер (художник по пластическому гриму), | Победа    | [ 34 ]                      |
| Премия Гильдии гримёров и парикмахеров                        | 11 января 2020 г.   | Лучший дизайн причёсок в историческом сериале                                                                 | Получатели - • Дэниел Паркер (начальник гримёрного цеха), - • Хулио Пароди (старший парикмахер) | Номинация | [ 34 ]                      |
| Выбор телевизионных критиков                                  | 12 января 2020 г.   | Лучший фильм или мини-сериал                                                                                  | Лучший фильм или мини-сериал | Номинация | [ 35 ]                      |
| Выбор телевизионных критиков                                  | 12 января 2020 г.   | Лучшая мужская роль в фильме или мини-сериале                                                                 | Джаред Харрис | Номинация | [ 35 ]                      |
| Выбор телевизионных критиков                                  | 12 января 2020 г.   | Лучшая мужская роль второго плана в фильме или мини-сериале                                                   | Стеллан Скарсгард | Победа    | [ 35 ]                      |
| Выбор телевизионных критиков                                  | 12 января 2020 г.   | Лучшая женская роль второго плана в фильме или мини-сериале                                                   | Эмили Уотсон | Номинация | [ 35 ]                      |
| Премия Американской ассоциации монтажёров                     | 17 января 2020 г.   | Лучший монтаж мини-сериала или телефильма                                                                     | Саймон Смит и Джинкс Годфри(за серию «Вечная память») | Победа    | [ 36 ]                      |
| Премия Гильдии продюсеров США                                 | 18 января 2020 г.   | Лучший мини-сериал                                                                                            | Лучший мини-сериал | Победа    | [ 37 ]                      |
| Золотая бобина                                                | 19 января 2020 г.   | Лучший монтаж звука в сериале с большой продолжительностью серий (1 час и более) — диалоги и озвучивание      | За эпизод «Пожалуйста, сохраняйте спокойствие» - • Стефан Хенрикс (звукорежиссёр), - • Гарри Барнс (главный редактор речевого озвучивания), - • Майкл Маруссас (редактор диалогов) | Победа    | [ 38 ]                      |
| Золотая бобина                                                | 19 января 2020 г.   | Лучший монтаж звука в сериале с большой продолжительностью серий (1 час и более) — звуковые и шумовые эффекты | За эпизод «1:23:45» - • Стефан Хенрикс (звукорежиссёр), - • Джо Бил (саунд-дизайнер), - • Филип Клементс и Том Стюарт (шумовики), - • Анна Райт (редактор синхронного озвучивания) | Победа    | [ 38 ]                      |
| Премия Гильдии киноактёров США                                | 19 января 2020 г.   | Лучшая мужская роль в телефильме или мини-сериале                                                             | Джаред Харрис | Номинация | [ 39 ]                      |
| Премия Гильдии киноактёров США                                | 19 января 2020 г.   | Лучшая женская роль в телефильме или мини-сериале                                                             | Эмили Уотсон | Номинация | [ 39 ]                      |
| Humanitas Prize                                               | 24 января 2020 г.   | Лучший мини-сериал, телефильм или телешоу                                                                     | Крейг Мейзин (за серию «Вечная память») | Номинация | [ 40 ]                      |
| Премия Гильдии режиссёров Америки                             | 25 января 2020 г.   | Лучшая режиссура — мини-сериал или телефильм                                                                  | Йохан Ренк | Победа    | [ 41 ]                      |
| Премия Общества специалистов по сведению звука                | 25 января 2020 г.   | Лучшее сведение звука в телефильме или мини-сериале                                                           | Получатели - • Стюарт Хилликер (звукорежиссёр перезаписи), - • Винсент Пипоннье (звукооператор) | Победа    | [ 42 ]                      |
| Грэмми                                                        | 26 января 2020 г.   | Лучший саундтрек для визуальных медиа                                                                         | Хильдур Гуднадоуттир | Победа    | [ 43 ]                      |
| Британская телевизионная премия                               | 28 января 2020 г.   | ? | ? | Победа    | [ 44 ]                      |
| Премия Гильдии художников по костюмам                         | 28 января 2020 г.   | Лучшая историческая программа                                                                                 | Одиль Дикс-Мирье (за серию «Пожалуйста, сохраняйте спокойствие») | Номинация | [ 45 ]                      |
| Премия Общества специалистов по визуальным эффектам           | 29 января 2020 г.   | Лучшие визуальные эффекты второго плана в эпизоде игрового сериала                                            | За серию «1:23:45» - • Линдси Макфарлейн (главный продюсер визуальных эффектов), - • Макс Деннисон (главный специалист по визуальным эффектам), - • Клавдий Кристиан Раух (специалист по спецэффектам), - • Клэр Читэм и Пол Джонс (продюсеры визуальных эффектов) | Победа    | [ 46 ]                      |
| Премия Американского общества специалистов по кастингу        | 30 января 2020 г.   | Лучший мини-сериал                                                                                            | Нина Голд и Роберт Стерн | Номинация | [ 47 ]                      |
| Премия Британской гильдии художников-постановщиков            | 1 февраля 2020 г.   | ? | Получатели - • Люк Халл (художник-постановщик), - • Карен Уэйкфилд (арт-директор), - • Клэр Левинсон (сет-дизайнер) | Победа    | [ 48 ]                      |
| Премия Гильдии сценаристов США                                | 1 февраля 2020 г.   | Лучший оригинальный сценарий к телефильму или сериалу с большой продолжительностью серий (1 час и более)      | Крейг Мейзин | Победа    | [ 8 ]                       |
| Премия Гильдии художников-постановщиков США                   | 1 февраля 2020 г.   | Лучшая работа художника-постановщика в телефильме или мини-сериале                                            | Люк Халл | Победа    | [ 49 ]                      |
| Премия Международной ассоциации киномузыкальных критиков      | 20 февраля 2020 г.  | Лучший оригинальный саундтрек для программы                                                                   | Хильдур Гуднадоуттир | Победа    | [ 50 ]                      |
| Broadcasting Press Guild Awards                               | 13 марта 2020 г.    | Лучший драматический сериал                                                                                   | Лучший драматический сериал | Победа    | [ 51 ]                      |
| Broadcasting Press Guild Awards                               | 13 марта 2020 г.    | Лучшая мужская роль                                                                                           | Джаред Харрис | Номинация | [ 51 ]                      |
| Broadcasting Press Guild Awards                               | 13 марта 2020 г.    | Лучшая женская роль                                                                                           | Эмили Уотсон | Номинация | [ 51 ]                      |
| Broadcasting Press Guild Awards                               | 13 марта 2020 г.    | Лучший сценарист                                                                                              | Крейг Мейзин | Победа    | [ 51 ]                      |
| Спутник                                                       | 1 марта 2020 г.     | Лучший мини-сериал или телефильм                                                                              | Лучший мини-сериал или телефильм | Победа    | [ 52 ]                      |
| Спутник                                                       | 1 марта 2020 г.     | Лучшая мужская роль — мини-сериал или телефильм                                                               | Джаред Харрис | Победа    | [ 52 ]                      |
| Спутник                                                       | 1 марта 2020 г.     | Лучшая мужская роль второго плана — мини-сериал, сериал или телефильм                                         | Стеллан Скарсгард | Номинация | [ 52 ]                      |
| Спутник                                                       | 1 марта 2020 г.     | Лучшая женская роль второго плана — мини-сериал, сериал или телефильм                                         | Эмили Уотсон | Номинация | [ 52 ]                      |
| Премия Королевского телевизионного общества                   | 17 марта 2020 г.    | Лучшая мужская роль                                                                                           | Джаред Харрис | Номинация | [ 9 ]                       |
| Премия Королевского телевизионного общества                   | 17 марта 2020 г.    | Лучший мини-сериал                                                                                            | Лучший мини-сериал | Номинация | [ 9 ]                       |
| Премия Королевского телевизионного общества                   | 17 марта 2020 г.    | Лучший сценарист (драма)                                                                                      | Крейг Мейзин | Победа    | [ 9 ]                       |
| Премия Ассоциации специалистов по озвучиванию                 | 28 марта 2020 г.    | Превосходный звук в драматической программе                                                                   | Получатели - • Винсент Пипоннье (звукооператор), - • Николас Фейос (микрофонный оператор), - • Гарри Барнс (главный редактор речевого озвучивания), - • Стефан Хенрикс (звукорежиссёр), - • Стюарт Хилликер (звукорежиссёр перезаписи) | Победа    | [ 53 ]                      |
| Blogos de Oro                                                 | 29 марта 2020 г.    | Лучший сериал                                                                                                 | Лучший сериал | Победа    | [ 54 ]                      |
| Blogos de Oro                                                 | 29 марта 2020 г.    | Лучшая мужская роль в сериале                                                                                 | Джаред Харрис | Победа    | [ 54 ]                      |
| Blogos de Oro                                                 | 29 марта 2020 г.    | Лучшая мужская роль в сериале                                                                                 | Стеллан Скарсгард | Номинация | [ 54 ]                      |
| Пибоди                                                        | 8 июня 2020 г.      | Лучший развлекательный сериал                                                                                 | Лучший развлекательный сериал | Победа    | [ 55 ]                      |
| Премия Международного медиафестиваля в Банфе                  | 15 июня 2020 г.     | Лучший мини-сериал                                                                                            | Лучший мини-сериал | Победа    | [ 56 ]                      |
| Премия Британской академии телевизионных искусств             | 17 июля 2020 г.     | Лучший дизайн костюмов                                                                                        | Одиль Дикс-Мирье | Победа    | [ 57 ]                      |
| Премия Британской академии телевизионных искусств             | 17 июля 2020 г.     | Лучший режиссер игровой программы                                                                             | Йохан Ренк | Победа    | [ 57 ]                      |
| Премия Британской академии телевизионных искусств             | 17 июля 2020 г.     | Лучший монтаж игровой программы                                                                               | Саймон Смит и Джинкс Годфри | Победа    | [ 57 ]                      |
| Премия Британской академии телевизионных искусств             | 17 июля 2020 г.     | Лучшие грим и дизайн причёсок                                                                                 | Дэниел Паркер и Барри Гауэр | Номинация | [ 57 ]                      |
| Премия Британской академии телевизионных искусств             | 17 июля 2020 г.     | Лучшая оригинальная музыка                                                                                    | Хильдур Гуднадоуттир | Победа    | [ 57 ]                      |
| Премия Британской академии телевизионных искусств             | 17 июля 2020 г.     | Лучшая операторская работа в игровой программе                                                                | Якоб Ире | Победа    | [ 57 ]                      |
| Премия Британской академии телевизионных искусств             | 17 июля 2020 г.     | Лучшая работа художника-постановщика                                                                          | Получатели - • Люк Халл (художник-постановщик), - • Клэр Левинсон (сет-дизайнер) | Победа    | [ 57 ]                      |
| Премия Британской академии телевизионных искусств             | 17 июля 2020 г.     | Лучший кастинг                                                                                                | Нина Голд и Роберт Стерн | Номинация | [ 57 ]                      |
| Премия Британской академии телевизионных искусств             | 17 июля 2020 г.     | Лучший звук в игровой программе                                                                               | Получатели - • Стефан Хенрикс (звукорежиссёр), - • Джо Бил (саунд-дизайнер), - • Стюарт Хилликер (звукорежиссёр перезаписи), - • Винсент Пипоннье (звукооператор) | Победа    | [ 57 ]                      |
| Премия Британской академии телевизионных искусств             | 17 июля 2020 г.     | Лучшие специальные, визуальные и графические эффекты                                                          | Номинанты - • Линдси Макфарлейн (главный продюсер визуальных эффектов), - • Клавдий Кристиан Раух (специалист по спецэффектам), - • Джин-Клеман Соре (цветоустановщик) | Номинация | [ 57 ]                      |
| Премия Британской академии телевизионных искусств             | 17 июля 2020 г.     | Лучший сценарист драматической программы                                                                      | Крейг Мейзин | Номинация | [ 57 ]                      |
| Music + Sound Awards                                          | 21 июля 2020 г.     | Лучший саунд-дизайн в программе                                                                               | Получатели - • Стефан Хенрикс (звукорежиссёр), - • Джо Бил (саунд-дизайнер), - • Хильдур Гуднадоуттир (композитор), - • Сэм Слейтер (музыкальный продюсер), - • Стюарт Хилликер (звукорежиссёр перезаписи), - • Винсент Пипоннье (звукооператор), - • Гарри Барнс (главный редактор речевого озвучивания), - • Майкл Маруссас (редактор диалогов), - • Анна Райт (редактор синхронного озвучивания), - • Филип Клементс (шумовик), - • Николас Фейос и Марго Пейре (микрофонные операторы)                | Победа    | [ 58 ]                      |
| Премия Британской академии телевидения                        | 31 июля 2020 г.     | Лучший мини-сериал                                                                                            | Лучший мини-сериал | Победа    | [ 6 ]                       |
| Премия Британской академии телевидения                        | 31 июля 2020 г.     | Лучшая мужская роль                                                                                           | Джаред Харрис | Победа    | [ 6 ]                       |
| Премия Британской академии телевидения                        | 31 июля 2020 г.     | Лучшая мужская роль второго плана                                                                             | Стеллан Скарсгард | Номинация | [ 6 ]                       |
| Televisual Bulldog Awards                                     | 25 сентября 2020 г. | Лучший драматический мини-сериал или сериал                                                                   | Лучший драматический мини-сериал или сериал | Победа    | [ 59 ]                      |
| Televisual Bulldog Awards                                     | 25 сентября 2020 г. | Лучшая музыка                                                                                                 | Лучшая музыка | Победа    | [ 59 ]                      |
| Televisual Bulldog Awards                                     | 25 сентября 2020 г. | Лучшие визуальные эффекты                                                                                     | Лучшие визуальные эффекты | Победа    | [ 59 ]                      |
| Televisual Bulldog Awards                                     | 25 сентября 2020 г. | Лучшая операторская работа                                                                                    | Лучшая операторская работа | Победа    | [ 59 ]                      |
| Премия Ирландской академии кино и телевидения                 | 18 октября 2020 г.  | Лучшая мужская роль второго плана в драматическом сериале                                                     | Барри Кеоган | Номинация | [ 60 ] [ 61 ]               |
| Премия Ирландской академии кино и телевидения                 | 18 октября 2020 г.  | Лучшая женская роль второго плана в драматическом сериале                                                     | Джесси Бакли | Победа    | [ 60 ] [ 61 ]               |
| Премия Эдинбургского телефестиваля                            | 18 ноября 2020 г.   | Лучшая драма                                                                                                  | Лучшая драма | Победа    | [ 62 ]                      |
| Премия Эдинбургского телефестиваля                            | 18 ноября 2020 г.   | Лучшая телевизионная роль                                                                                     | Джаред Харрис | Номинация | [ 62 ]                      |
| Премия Эдинбургского телефестиваля                            | 18 ноября 2020 г.   | Лучшая телевизионная роль                                                                                     | Эмили Уотсон | Номинация | [ 62 ]                      |
| Премия Эдинбургского телефестиваля                            | 18 ноября 2020 г.   | Лучшая телевизионная роль                                                                                     | Джесси Бакли | Номинация | [ 62 ]                      |